# Plaça de Gaudí
La Plaça de Gaudí està situada entre els carrers de Marina, Provença i Mallorca de Barcelona, just davant de la façana del Naixement de la Sagrada Família, un lloc fàcilment accessible que als anys 1970 s'utilitzava per a celebrar-hi activitats.
Es va inaugurar el 1981 amb uns jardins i un estany on es reflexa el temple, projectats per Nicolau Maria Rubió i Tudurí.
S'utilitza principalment per a les festes majors i celebracions en què hi ha diades castelleres (Castellers de la Sagrada Família), concerts, dinars o sopars populars, Farfolla de la Sagrada Família (drac), 12 torres (gralles i tabals), Trastokats (Grup de percussió), Gegants de la Sagrada Família, entre d'altres.